# Ectropothecium eccremocladum
Ectropothecium eccremocladum är en bladmossart som beskrevs av Brotherus 1908. Ectropothecium eccremocladum ingår i släktet Ectropothecium och familjen Hypnaceae. Inga underarter finns listade i Catalogue of Life.